# Förbundsdagsvalet i Tyskland 1998
Förbundsdagsvalet i Tyskland 1998 ägde rum den 27 september 1998. Valet innebar att Helmut Kohl avgick som förbundskansler och regeringen bestående av CDU/CSU och FDP. Den nya regeringen formerades av SPD och Die Grünen under ledning av den nye förbundskanslern Gerhard Schröder. 1998 års val innebar att SPD för första gången sedan 1972 blev största parti och att Tyskland för första gången fick en rödgrön regeringskoalition. Valet innebar också att FDP inte var en del av en regering för första gången sedan 1969.

## Resultat
|  |

|  |

|  |

|  |

|  |

|  |

|  |

|  |

|  |

|  |

|  |

övre tal = antal platser i förbundsdagen ; nedre tal = antal röster ;  i fetstil står regeringspartierna